# ما لين
ما لين (بالصينية: 马林) (28 يوليو 1962 بكيكيهار في الصين - ) هو مدرب كرة قدم ولاعب كرة قدم صيني في مركز الهجوم، شارك في الألعاب الأولمبية الصيفية 1988 ودورة الألعاب الآسيوية 1986. وشارك مع منتخب الصين لكرة القدم. أما مع النوادي، فقد لعب مع داليان ييفانغ ونادي داليان شيده ونيبون كوكان ‏ وLiaoning F.C. ‏.

## وصلات خارجية
- ما لين على موقع الاتحاد الدولي (مؤرشف)  (الإنجليزية)
- ما لين على موقع قاعدة بيانات كرة القدم.إي يو (الإنجليزية)
- ما لين على موقع ناشيونال فوتبول تيمز (الإنجليزية)
- ما لين على موقع أوليمبيديا (الإنجليزية)